# Herrenhaus Bornsmünde

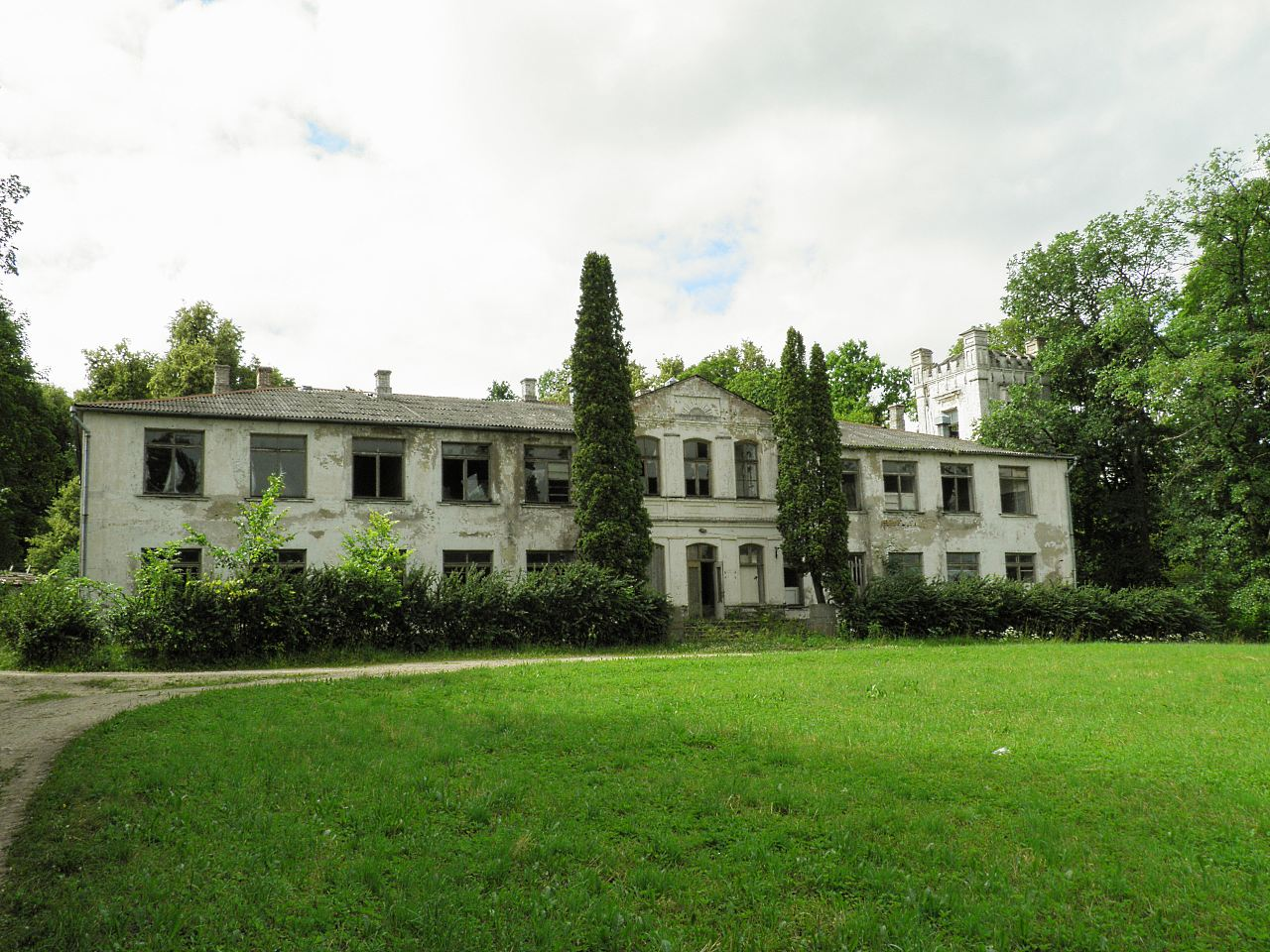
Herrenhaus Bornsmünde

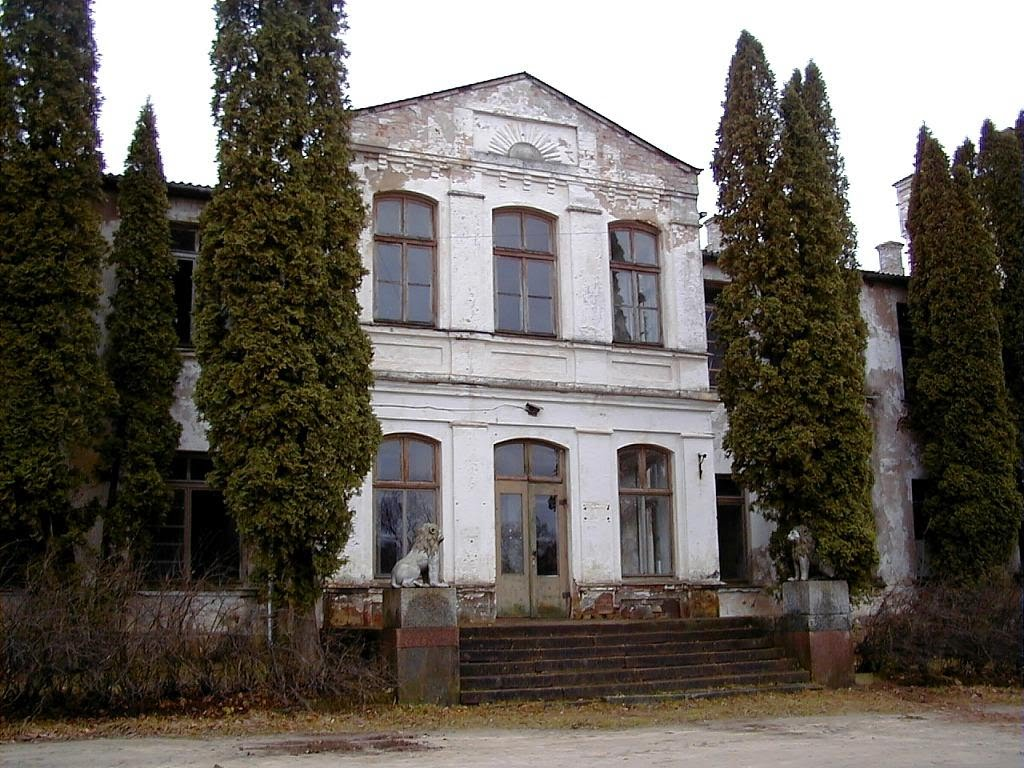
Eingangsfront

Das Herrenhaus Bornsmünde (lettisch Bornsmindes muižas) ist ein neugotisches Herrenhaus in der historischen Region Semgallen in Lettland. Es befindet sich in dem Dorf Ziedoņi (Gemeinde Rundāle, Bezirk Bauska) nahe der Lielupe.

## Geschichte
Bereits um 1763 war an der jetzigen Stelle ein einstöckiges barockes Gebäude erbaut worden. Pietro Poncini (auch Poncino), der am Anfang des 19. Jahrhunderts in Kurland und Semgallen tätig war, baute das Herrenhaus 1805/1806 zu einem zweigeschossigen Gebäude im klassizistischen Stil aus. Um 1880 wurde es erneut im damals zeitgemäßen neugotischen Tudorstil umgebaut und erhielt einen Turm. Der letzte Eigentümer des Herrenhauses vor der Agrarreform Lettlands 1920 war Vladimir von Schöpping.
Seine heutige Gestalt erhielt das Herrenhaus nach einer Rekonstruktion im Jahr 1962, wobei Fassadenelemente und Inneneinrichtung verloren gingen.